# Waldau (Burgenlandkreis)
Waldau (Burgenlandkreis) este o comună din landul Saxonia-Anhalt, Germania.